# Adrian Carvajal
Adrián Carvajal Fuentes, lepiej znany jako Adrian Carvajal (ur. 10 lutego 1982 w Tampico) – meksykański aktor, reżyser, piosenkarz i model.

## Życiorys
Urodził się w Tampico w stanie Tamaulipas jako syn José'go Francisco Carvajala Vizcarra i Amor Fuentes Benchoguey. Dorastał wraz z bratem Francisco i siostrą Danielą. W roku 2002 debiutował w drugim sezonie talent show TV Azteca La Academiában (Academia), gdzie zajął szóste miejsce. Rok później trafił do telenoweli TV Azteca Dos chicos de cuidado en la ciudad (2003-2004). W 2005 na scenie teatralnej grał postać św. Mateusza w musicalu Gospell, El Evangelio. W 2007 roku przeniósł się do Miami. W telenoweli Venevision Amor Comprado (2007) wystąpił jako Ricardo 'Ricky' Gómez. Można go było zobaczyć także w roli Bruno Soto w filmie Pecados de una Profesora (2008).

## Wybrana filmografia

### Telenowele/seriale TV
- 2003-2004: Dos chicos de cuidado (TV Azteca)
- 2004-2005: La vida es una canción (TV Azteca)
- 2004-2005: Lo que callamos las mujeres (TV Azteca)
- 2007: Amor Comprado jako Ricardo 'Ricky' Gómez (Venevision)
- 2010: Perro Amor jako Alejandro „Alejo” Santana (Telemundo)
- 2010: El Fantasma de Elena jako Benjamin Giron (Telemundo)
- 2011-2012: Corazón apasionado jako David Campos Miranda (Venevision)
- 2012: El Talismán jako Ángel Espinoza (Univision - Venevision)
- 2013: Marido en alquiler jako Daniel (Telemundo - TV Globo)
- 2014: En otra piel jako Ernesto Fonsi (Telemundo)